# Las Lajas, Honduras
Las Lajas är en ort i Honduras.   Den ligger i departementet Departamento de Comayagua, i den västra delen av landet, 100 km nordväst om huvudstaden Tegucigalpa. Las Lajas ligger 454 meter över havet och antalet invånare är 3 011.
Terrängen runt Las Lajas är kuperad. Runt Las Lajas är det ganska tätbefolkat, med 54 invånare per kvadratkilometer. Närmaste större samhälle är La Libertad, 14,8 km öster om Las Lajas.  